# 中之島センタービル
中之島センタービル（なかのしまセンタービル）は、大阪府大阪市北区中之島六丁目にある超高層ビル。竣工から1979年に大阪駅前第3ビルが完成するまで、大阪で一番高いビルだった。

## 概要
土佐堀川と堂島川に挟まれた中之島の西端近くに建っている。関西経済連合会や関西経済同友会、関西電力系企業などが入居している。地下1階は商店街「中之島六番街」、2階～3階はホテルNCBの会議会場等、16階～17階は機械室（17階は窓がない）、18階はメディカルフロアー、31階はレストランとなっている。
ビルの低層階を共有する形で、北側にホテルNCB棟が建てられている。
この地にあった日本電信電話公社近畿電気通信局が1969年（昭和44年）春に移転し、その跡地に建設された。

## 周辺情報
- 上船津橋 （堂島川に架かる橋）
- 湊橋 （土佐堀川に架かる橋）
- 中之島 (大阪府)
- 中之島西公園
- リーガロイヤルホテル
- 中之島プラザ
- 中之島インテス
- ホテルNCB
- キヤノンビジネスサポート中之島ビル
- 味の素グループ大阪ビル